# Čitluk (Priboj)
Pour les articles homonymes, voir Čitluk.
Čitluk (en serbe cyrillique : Читлук) est un village de Serbie situé dans la municipalité de Priboj, district de Zlatibor. Au recensement de 2011, il comptait 917 habitants.

## Démographie

### Évolution historique de la population
| 1948 | 1953 | 1961 | 1971 | 1981 | 1991 | 2002 | 2011 |
| ---- | ---- | ---- | ---- | ---- | ---- | ---- | ---- |
| 245  | 423  | 717  | 211  | 616  | 328  | 195  | 917  |

|  |